# Шіінг-Шен Черн
Черн Шіінг-Шен (Чень Сіншен, англ. Shiing-Shen Chern, кит. трад. 陳省身, спр. 陈省身, піньїнь: Chén Xǐngshēn; нар. 26 жовтня 1911, Цзясин, Чжецзян, Китай — пом. 3 грудня 2004, Тяньцзінь, Китай) — китайсько-американський математик, член Національної академії наук США (1961); іноземний член Лондонського королівського товариства (1985); один з найбільших у XX столітті фахівців з диференціальної геометрії та топології.

## Біографія
Черн Шіінг-Шен народився в окрузі Сюшуй (秀水 縣), Цзясин, провінція Чжецзян. Закінчив середню школу Сюшую (秀水 中學), а в 1922 році переїхав у Тяньцзінь зі своїм батьком. В 1926 закінчив старшу школу Фулунь (扶 輪 中學) у Тяньцзіні.
У 15 років вступив до Нанкайського університету в Тяньцзіні, вивчав там математику. Наставником Черна у Нанкаї був Лі-Фу Чан (姜立夫), гарвардський геометр, також з провінції Чжецзян.
Після закінчення Нанкаю, Черн пішов працювати в університет Цинхуа асистентом викладача. Водночас був зареєстрований в Цинхуа як студент-магістр. Вивчав проєктивну диференціальну геометрію під керівництвом професора Сунь Гуан'юаня, чиказького геометра і логіка, що також був з провінції Чжецзян. Сунь був одним з засновників сучасної китайської математики. У 1932 році Черн опублікував свою першу наукову статтю в газеті університету Цинхуа. Влітку 1934 року він закінчив Цинхуа зі ступенем магістра, першим в історії Китаю ступенем магістра у галузі математики.
У 1932 році Вільгельм Бляшке з Гамбурзького університету відвідав Цинхуа і його вразив Черн та його дослідженнями.
У 1934 році фінансований університетом Цинхуа і Китайським Фондом Культури та Освіти, Черн поїхав продовжувати свої дослідження в області математики у Німеччині. Черн навчався в Гамбурзькому університеті і працював під керівництвом Бляшке на теорії Картана-Келера. Здобув докторський ступінь у лютому 1936 року.
У вересні 1936 року, Черн вирушив до Парижа і працював з Елі Картаном. Черн провів один рік в Сорбонні у Парижі.
У 1937 році прийняв запрошення Цинхуа і здобув звання професора математики. Однак, в той самий час почалася друга японо-китайська війна і Цинхуа був змушений переміститися до західного Китаю.
У липні 1943 року Черн вирушив до Сполучених Штатів і працював в Інституті перспективних досліджень (IAS) в Принстоні. Незабаром після Соломон Лефшец запросив його  бути редактором журналу Annals of Mathematics.
Повернувся у Шанхай в 1946 році. У 1948 році Черна було обрано одним з перших академіків Академії Синика. Він був наймолодшим обраним академіком (йому було 37 років).
У 1949 році Черн повернувся в Сполучені Штати, знову працював на IAS. У 1949 році став професором математики в Чиказькому університеті.
У 1960 році перейшов в Університет Каліфорнії, Берклі, де працював і мешкав до своєї відставки в 1979 році.
У 1961, Черн став натуралізованим громадянином Сполучених Штатів. У тому ж році його обрали членом Національної академії наук Сполучених Штатів.
У 1964 році був віцепрезидент Американського математичного товариства (AMS).
Черн пішов з Берклі в 1981 році. У 1981 році заснував Науково-дослідний інститут математичних наук (MSRI) і служив його директором до 1984 року. Після того, став почесним директором інституту. MSRI нині є одним з найбільших і найвідоміших математичних інститутів у світі.
27 лютого 1972 відносини між США та Китаєм почали нормалізуватися, і американські громадяни змогли відвідувати КНР. У вересні 1972 року Черн з дружиною відвідав Пекін. Протягом цього часу Черн відвідав Китай 25 разів, 14 разів побувавши у рідному місті Чжецзян.
Черн заснував інститут математики у Нанкаї в Тяньцзіні. Інститут було офіційно засновано 1984 року й повністю відкрито 17 жовтня 1985 року. Його перейменували в Інститут математики Черна 2004 року, після смерті науковця.
На основі рекомендацій Черна, математичний дослідний центр створили в Тайбеї, Тайвань.
Черн був також директором і радником Центру математичних наук у Чжецзянському університеті у Ханчжоу.
З 2000 року до своєї смерті Черн жив у Тяньцзіні. Він помер від серцевої недостатності у своєму будинку в Тяньцзіні у 2004 році, йому було 93 роки.

## Родина

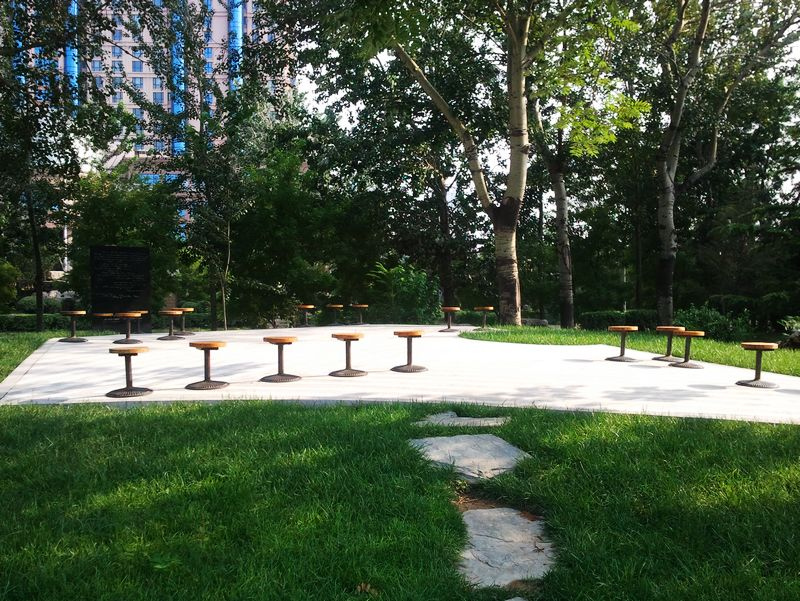

Одружився у 1939 році на Ши-нин Ченг (кит. 鄭士寧), яка померла у 2000 році. Має доньку Мей Чу (кит.陳 璞) та сина Чень Болуня.

## Кладовище Черна
Після смерті Ши-нин Ченг Черн побажав, аби їхній з дружиною попіл поховали у його альма-матер — кампусі Нанкайського університету.
У червні 2011 року у кампусі Нанкаю на північному березі відбулося відкриття кладовища Черна.
Поховання Черна та його дружини Ченг складається з площі, на якій встановлено 23 стільці, з двох каменів з білого мармуру та надгробної плити з чорного граніту. Як і бажав науковець, там завжди є місця для тих, хто хоче обговорити наукові питання.

## Нагороди
- Премія Шовене[en] (1970);
- Національна наукова медаль США (1975);
- Премія Гумбольдта (1982);
- Премія Вольфа (1983);
- Премія Стіла (1983);
- Медаль Лобачевського (2002);
- Премія Шао (2004).

## Почесні звання
- академік Академії Синика (1948);
- почесний член Індійського математичного товариства (1950);
- член Національної академії наук США (1961);
- член Американської академії мистецтв і наук (1963);
- член-кореспондент Бразильської академії наук (1971);
- ад'юнкт-засновник Всесвітньої академії наук TWAS (1983);
- іноземний член Лондонського королівського товариства (1985);
- почесний член Нью-Йоркської академії наук (1987);
- іноземний член Французької академії наук (1989);
- іноземний член Національної академії деї Лінчеї (1989);
- член Американського філософського товариства (1989);
- іноземний член Китайської академії наук (1994).

На його честь названий астероїд 29552 Черн.